# 塔奇石龙子属
塔奇石龙子属（学名：Tachygyia）为石龙子科的一个属。

## 下属物种
本属包括以下物种：
- Tachygyia microlepis (Duméril & Bibron, 1839)